# Hubert Stüken (Unternehmen)
Die Hubert Stüken GmbH & Co. KG ist ein Hersteller für Tiefziehteile aus Metall. Das seit 1931 bestehende Unternehmen beschäftigt heute rund 1300 Mitarbeiter. Die Produktionsstandorte befinden sich im niedersächsischen Rinteln an der Weser, in Fountain Inn im US-Staat South Carolina, in Hradec Králové in der Tschechischen Republik und in Shanghai in der Volksrepublik China.

## Geschichte

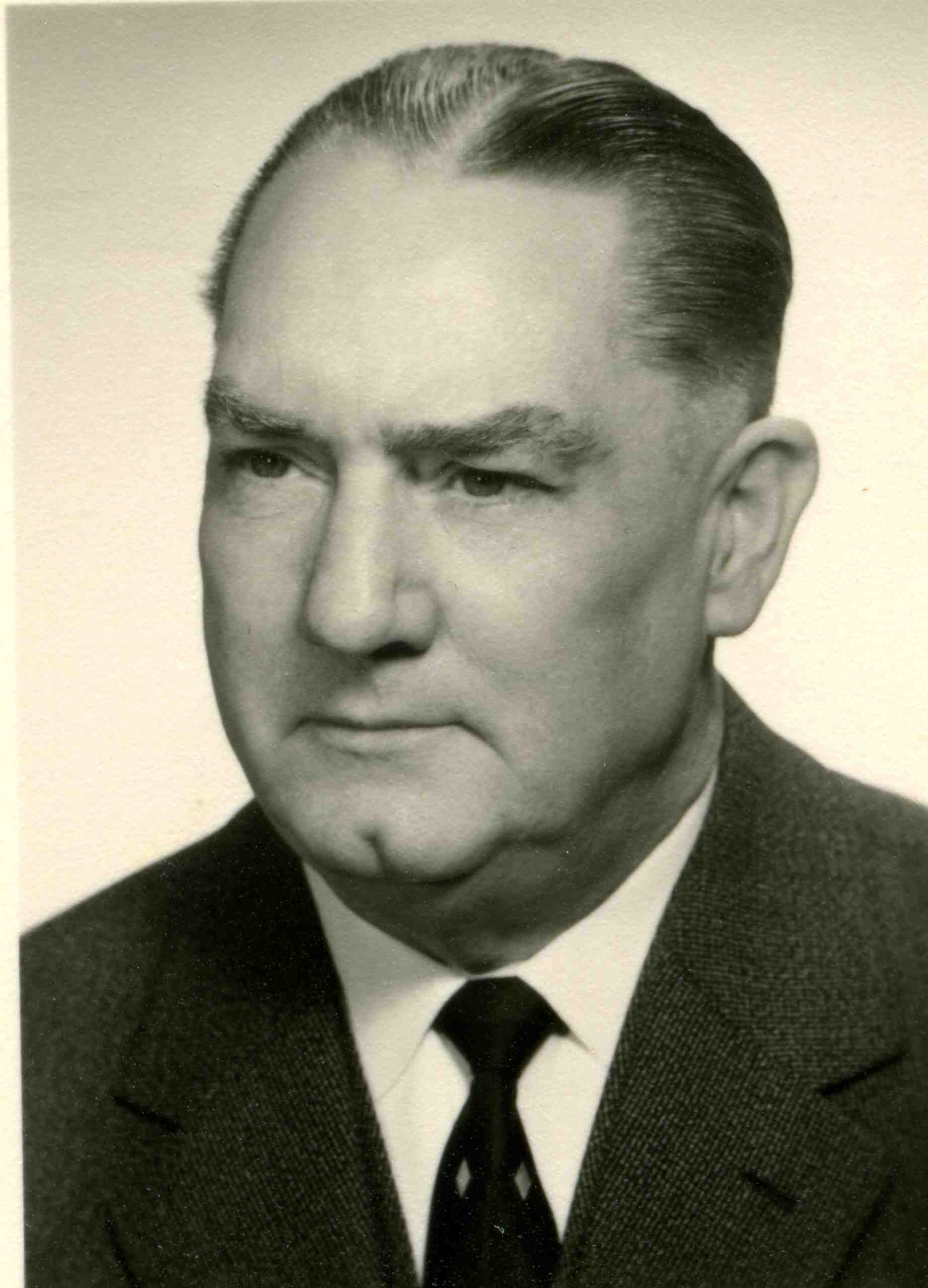
Hubert Stüken, Firmengründer

Im Jahr 1931 machte sich Hubert Stüken (1900–1966) in Wuppertal selbständig. Seine ersten Produkte waren Automaten zum Zusammensetzen von Knöpfen und von Rädern für Spielzeugautos.
1944 eröffnete Stüken in Rinteln ein Zweigwerk. Nach dem Zweiten Weltkrieg produzierte der Betrieb Haushaltswaren aus Metall, wie zum Beispiel Teesiebe, Muskatreiben und Dosendeckel, aber auch Maschinen zum Holzhobeln und zum Verschließen von Dosen.
Wilhelm Schwarz, Schwiegersohn von Hubert Stüken, trat 1949 in das Unternehmen ein. Zu dem Zeitpunkt produzierten 15 Mitarbeiter im Tiefziehverfahren Fassungsträger und Schlauchhülsen aus Stahl und Messing. 1950 wurde der Hauptsitz des Unternehmens nach Rinteln verlegt. 1956 wurden große Teile der Fabrik durch einen Brand zerstört. Bereits zwei Jahre später wurde der hundertste Mitarbeiter eingestellt, der Jahresumsatz lag erstmals über einer Million DM.
In 1969 wurden die ersten Stufenpressen eingeführt und die Einführung der Folgeverbundwerkzeugtechnik erfolgte wenige Jahre später. Die Herstellung kleiner Tiefziehteile in großen Stückzahlen wurde weiter rationalisiert und weitere Produktionshallen hinzugefügt.
1997 gründete Stüken seinen Produktionsstandort in Fountain Inn, South Carolina, Vereinigte Staaten, und übernahm 2005 ein Werkzeugbauunternehmen in Hradec Králové, Tschechien. Damit stieg Stüken in die Herstellung von Stanzwerkzeugen und Präzisionsstanzteilen ein. Ein weiteres Produktionswerk wurde 2006 in Shanghai, Volksrepublik China, eröffnet. 2011 zog die Stueken Precision Deep Draw Technology (Shanghai) Co., Ltd. in eine neue Produktionsstätte in Shanghai. 2012 eröffnete Stüken ein neues Werk im Industriegebiet Rinteln-Süd. Die Produktionsfläche am Standort Tschechien wurde 2016 um 5.600 m² auf 10.600 m² erweitert.

## Produkte
Zu den Kernkompetenzen von Stüken zählen: Tiefziehen, Stanzen und Stanzbiegen, Kunststoffumspritzen und die Baugruppenfertigung.
Die Präzisions-Tiefziehteile werden in Großserien auf Stufenpressen und Stanzautomaten hergestellt. Als Werkstoffe werden Molybdän, Stahl, rostfreier Stahl in verschiedenen Legierungen, Messing, Kupfer, Nickel und Aluminium verarbeitet. Zum Einsatz kommen dabei das Umweltmanagementsystem nach ISO 14001 und das Energiemanagementsystem nach ISO 50001.

## Belege
1. ↑  PDF
2. ↑  Unternehmen – Hubert Stüken GmbH & Co. KG. Abgerufen am 27. August 2019.

Koordinaten: 52° 12′ 1,2″ N, 9° 3′ 59,9″ O